# Liste der Biografien/Fischm
Liste der Biografien |
Portal Biografien |
Personensuche
# |
A |
B |
C |
D |
E |
F |
G |
H |
I |
J |
K |
L |
M |
N |
O |
P |
Q |
R |
S |
T |
U |
V |
W |
X |
Y |
Z |
?
 
Fa |
Fe |
Ff |
Fh |
Fi |
Fj |
Fk |
Fl |
Fm |
Fn |
Fo |
Fr |
Ft |
Fu |
Fy
 
Fia |
Fib |
Fic |
Fid |
Fie |
Fif |
Fig |
Fih |
Fii |
Fij |
Fik |
Fil |
Fim |
Fin |
Fio |
Fip |
Fiq |
Fir |
Fis |
Fit |
Fiu |
Fiv |
Fix |
Fiz
 
Fisa |
Fisb |
Fisc |
Fise |
Fish |
Fisi |
Fisk |
Fisl |
Fism |
Fiso |
Fisq |
Fiss |
Fist |
Fisu |
Fisz
 
Fisce |
Fisch |
Fiscu
 
Fischa |
Fischb |
Fischd |
Fische |
Fischg |
Fischh |
Fischi |
Fischl |
Fischm |
Fischn |
Fischo |
Fischt
Die Liste der Biografien führt alle Personen auf, die in der deutschsprachigen Wikipedia einen Artikel haben. Dieses ist eine Teilliste mit 9 Einträgen von Personen, deren Namen mit den Buchstaben „Fischm“ beginnt.

## Fischm

### Fischma
- Fischman, Michail Wladimirowitsch (* 1972), russischer Journalist
- Fischman, Olga Lasarewna (1919–1986), sowjetische Übersetzerin, Literaturwissenschaftlerin, Sinologin und Pädagogin
- Fischman, Pjotr Aronowitsch (* 1955), sowjetisch-russischer Bildhauer und Hochschullehrer
- Fischman, Rajmil (* 1956), peruanischer Komponist und Musikpädagoge
- Fischman, Scott (* 1980), US-amerikanischer Pokerspieler
- Fischmann, Garry (* 1991), deutscher Schauspieler
- Fischmann, Markus (* 1971), deutscher Designer
- Fischmann, Sabine (* 1974), deutsche Sängerin und SchauspielerinSabine Fischmann (* 1974)

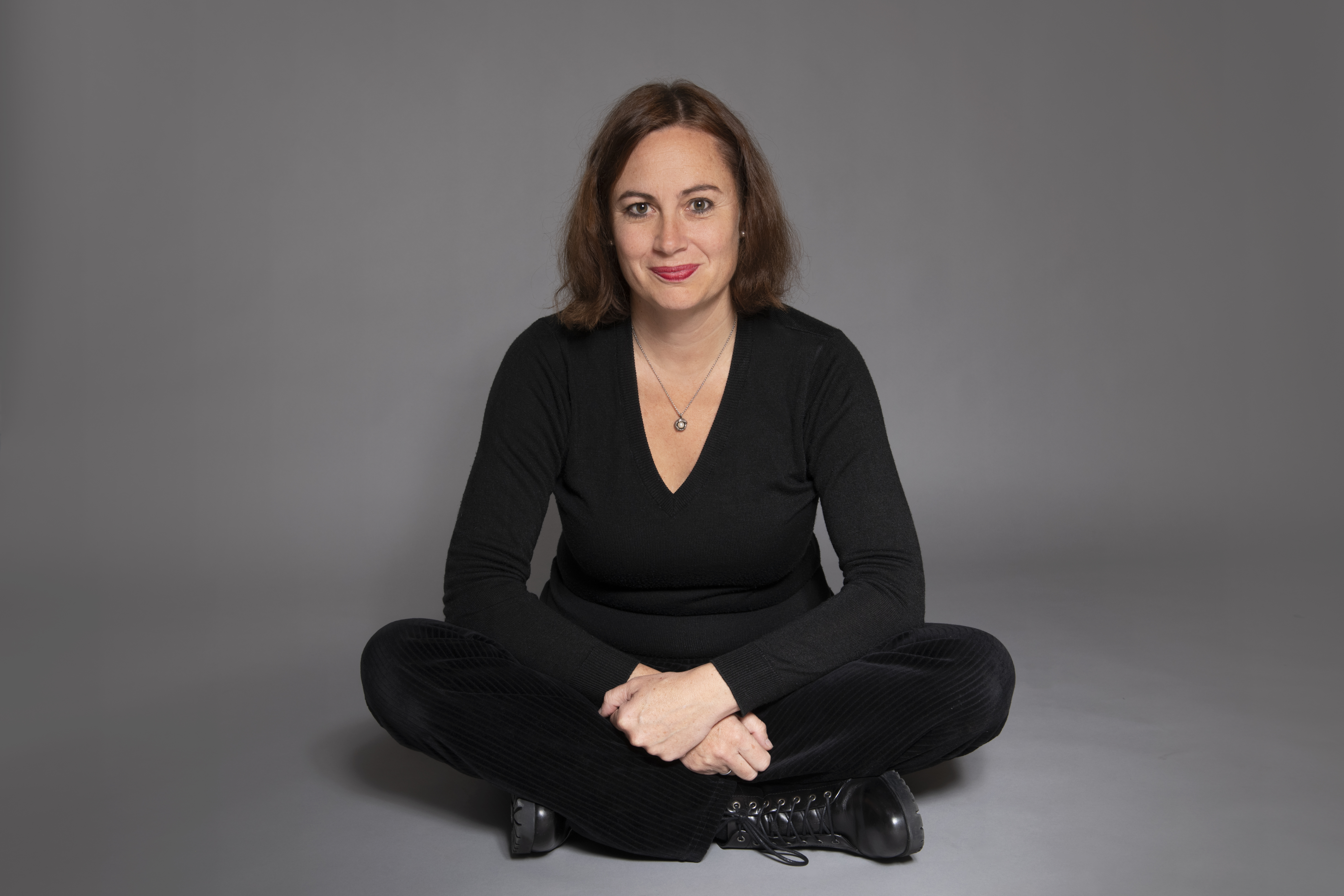
Sabine Fischmann (* 1974)

### Fischme
- Fischmeister, Hellmut (1927–2019), österreichischer Metallurg